# La Danseuse de minuit
Pour les articles homonymes, voir Cabaret (homonymie).

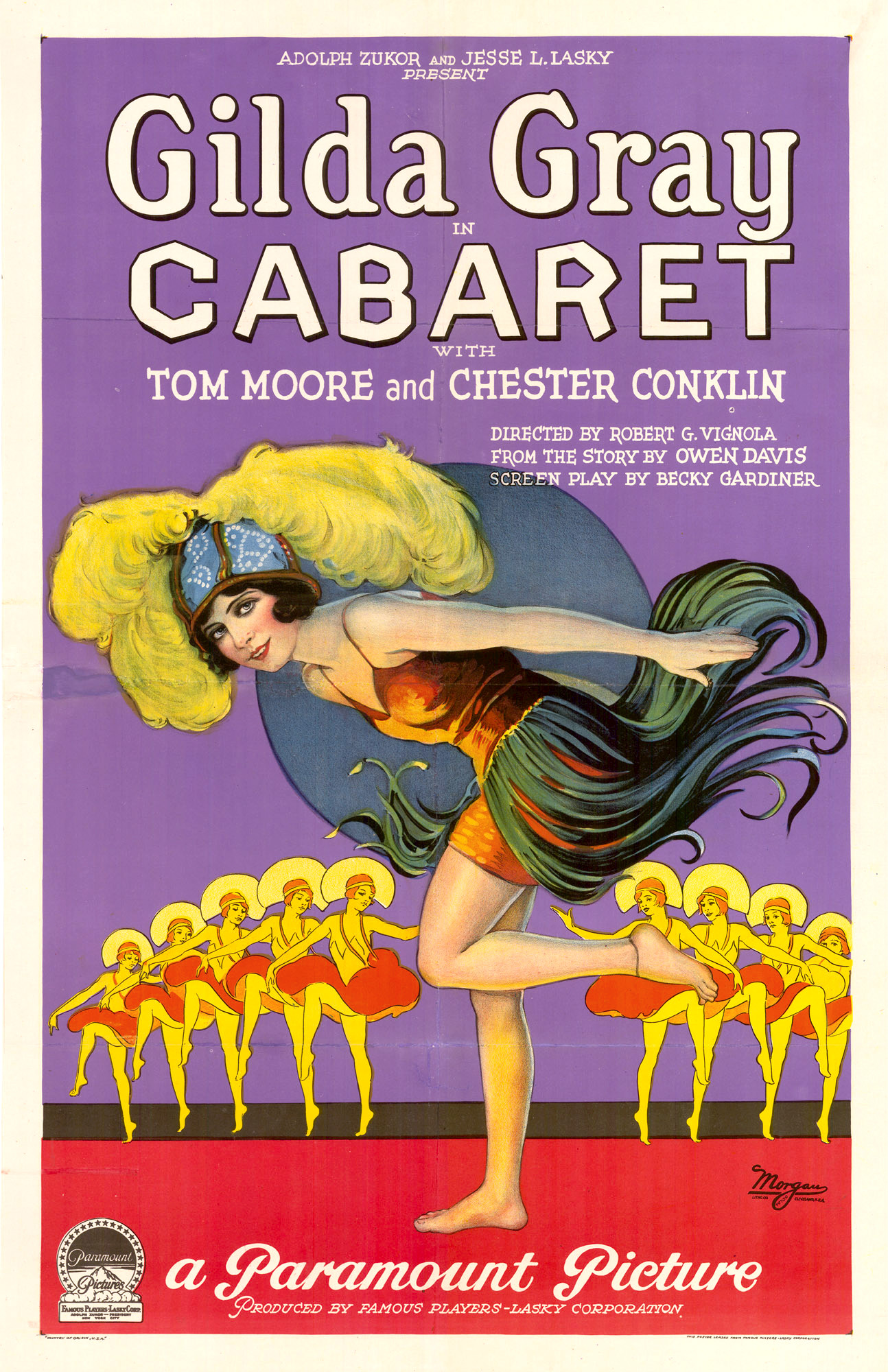
Affiche du film.

La Danseuse de minuit (Cabaret) est un film américain réalisé par Robert G. Vignola et sorti en 1927.

## Synopsis
Gloria Trask, qui est passée directement de l'East Side à la célébrité dans la discothèque Costigan, est admirée par Tom Westcott, détective, et Sam Roberts, un gangster avec lequel son frère est en lien. Andy, menacé par le gang, est obligé de payer une dette, et lors d'une confrontation dans la loge de Gloria, Andy tire sur Roberts en état de légitime défense. Gloria aide son frère à embarquer sur un paquebot sud-américain, tandis que Tom force Blanche, la petite amie de Roberts, à reconnaitre avoir été témoin du crime.

## Fiche technique
- Titre original : Cabaret
- Réalisation : Robert G. Vignola
- Scénario : Becky Gardiner, d'après une histoire d'Owen Davis
- Production : Adolph Zukor, Jesse L. Lasky
- Photographie : Harry Fischbeck
- Genre : Mélodrame[1]
- Distributeur : Paramount Pictures
- Durée : 7 bobines
- Date de sortie :
  - États-Unis : 26 mars 1927

## Distribution
- Gilda Gray : Gloria Trask

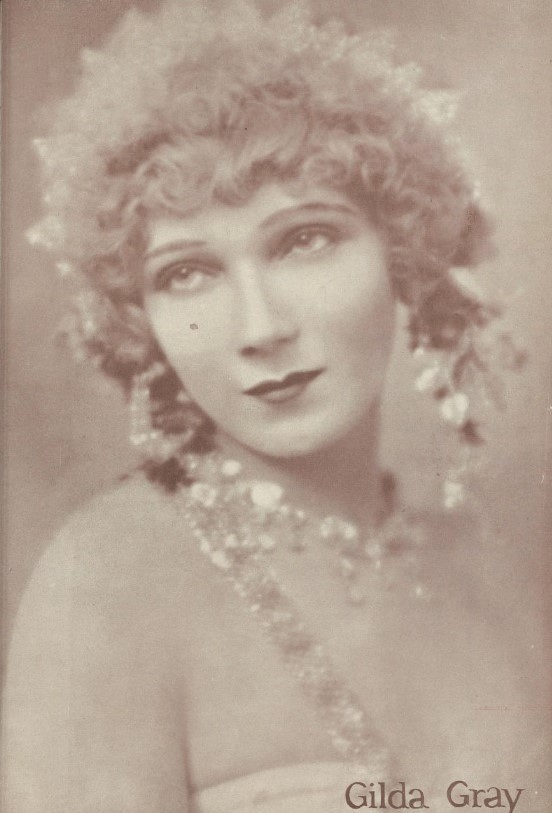
Gilda Gray dans Cabaret.

- Tom Moore : Detective Tom Westcott
- Chester Conklin : Jerry Trask
- Mona Palma : Blanche Howard
- Jack Egan : Andy Trask
- William Harrigan : Jack Costigan
- Charles Byer : Sam Roberts
- Anna Lavsa : Mrs. Trask